# Gregorio Seguel
Gregorio Seguel Capitán (n. ¿? Cholchol - m. septiembre de 2003) fue un profesor, dirigente mapuche y del magisterio chileno, de militancia socialista.

## Biografía
Gregorio Seguel fue hizo del longko Juan Seguel, vinculado originalmente a comunidades mapuches de la provincia de Arauco. Luego de la ocupación de la Araucanía la familia se desplaza a Cholchol.
Se formó como profesor, y junto a su rol como dirigente gremial, durante la década del 30' ingresa al Partido Socialista de Chile (PS), desde donde buscó proyectar las demandas mapuches en los partidos de izquierda. En este marco, fue uno de los gestores del Frente Único Araucano (FUA), desde 1937, oficialmente constituido en 1938, junto a Andrés Chihualaf Huenulef, como referente mapuche del Frente Popular liderado por Pedro Aguirre Cerda. Sin embargo, durante los gobierno radicales no hubo avances significativos a favor de los mapuches, y la propia candidatura a diputado de Seguel en las elecciones parlamentarias de 1941 terminó sin éxito.
Años más tarde Seguel fue un activo dirigente en la candidatura de Salvador Allende en 1964. En ese contexto, fue el gestor del Pacto de Cautín (o Pacto de Ñielol), que Allende firmó y fue la base de su política mapuche durante el gobierno de la Unidad Popular.
Fallece en septiembre del año 2003, siendo sepultado en el Cementerio General de Temuco.